# Журавлёв, Виктор Павлович
Ви́ктор (Фили́пп) Па́влович (Фила́тович) Журавлёв (14 ноября 1901 (по другим данным в 1902), село Имисское Минусинского уезда Енисейской губернии, Российская империя — 18 декабря 1946, по дороге в Москву, РСФСР) — деятель советских спецслужб, кандидат в члены ЦК ВКП(б), начальник Карагандинского исправительно-трудового лагеря НКВД, пособник сталинских репрессий, старший майор государственной безопасности. Входил в состав особой тройки НКВД СССР.

## Биография
Родился в зажиточной крестьянской семье. Окончил два класса начального училища. В 1916 году работал на рыбных промыслах купцов Рогозинских в Туруханском крае. В 1917 году поступил в Минусинскую учительскую семинарию, но через год вернулся в родное село. Настоящие имя и отчество Журавлёва — Филипп Филатович, но с 1919 года по неизвестным причинам стал называть себя Виктором Павловичем. В том же 1919, после прихода белых ушёл в лес к красным партизанам. В свои неполные 17 лет стал командиром взвода, роты партизанской армии П. Е. Щетинкина. После разгрома Колчака направлен Реввоенсоветом 5-й армии учиться на Вторые пехотные курсы комсостава РККА в Омск, (январь-октябрь 1920 года). В октябре 1920 — марте 1921 года — командир роты 33 стрелкового полка.

## О причине изменения имени
Об этом поделился в своих воспоминаниях Л. Ф. Журавлёв. В Омском губернском отделе ГПУ по Славгородскому уезду Журавлёву поручили опасное дело. Он сменил имя, став Виктором Павловичем, и под видом белогвардейского офицера внедрился в колчаковскую банду. Вскоре и банда, и её связные стали часто попадать в засады. Повстанцы догадались, что к ним был заслан лазутчик. Когда на Журавлёва упало подозрение, он выхватил наган и закричал, что он — сын русского офицера. Он не может допустить, чтобы его расстреляли как шпиона и просит старшего по званию офицера застрелить его. Этим он смоет позор с себя и своего имени. Главарь, удивившись этому «благородному» порыву, снял с Журавлёва подозрение. За выполнение этого задания Журавлёва наградили золотыми часами. И с этого времени во всех официальных документах он значится под именем Виктора Павловича.

## ВКП(б)
В РКП(б) с февраля 1920 года (партийный билет № 1040134). Депутат Верховного Совета СССР 1-го созыва (1938 год). Кандидат в члены ЦК ВКП(б) (XVIII съезд). Исключён из кандидатов в члены ЦК ВКП(б) в феврале 1941 на XVIII партийной конференции.

## ВЧК-ОГПУ-НКВД
Март — апрель1921 года — оперативный комиссар Омской губернской ЧК.
Апрель 1921 — март 1922 годов — районный уполномоченный политбюро ЧК Тарского уезда.
Март 1922 года — февраль 1923 года — помощник уполномоченного и уполномоченный Омского губернского отдела ГПУ по Славгородскому уезду.
Февраль 1923 года — апрель 1926 года — уездный уполномоченный Омского губернского отдела ГПУ, г. Тара.
Июнь 1926 года — июль 1929 года — помощник уполномоченного Хакасского окружного отдела ГПУ.
Июль 1929 года — декабрь 1929 года — уполномоченный Барнаульского окружного отдела ГПУ.
Декабрь 1929 года — август 1930 года уполномоченный Полномочного представительства ОГПУ по Сибирскому краю.
Август 1930 года — апрель 1931 года — начальник секретно-политического отдела ГПУ Томского оперативного сектора.
Апрель 1931 года — 9 февраля 1933 года — оперативный уполномоченный Барнаульского оперативного сектора ГПУ.
Февраль 1933 года — 10 июля 1934 года — начальник секретно-политического отдела Томского оперативного сектора ГПУ.10 июля 1935 года- ноябрь 1935 года — начальник секретно-политического отдела УГБ Томского сектора НКВД.
ноябрь 1935 года — декабрь 1936 года — зам. начальника Томского городского отдела НКВД, начальник секретно-политического отдела УГБ.

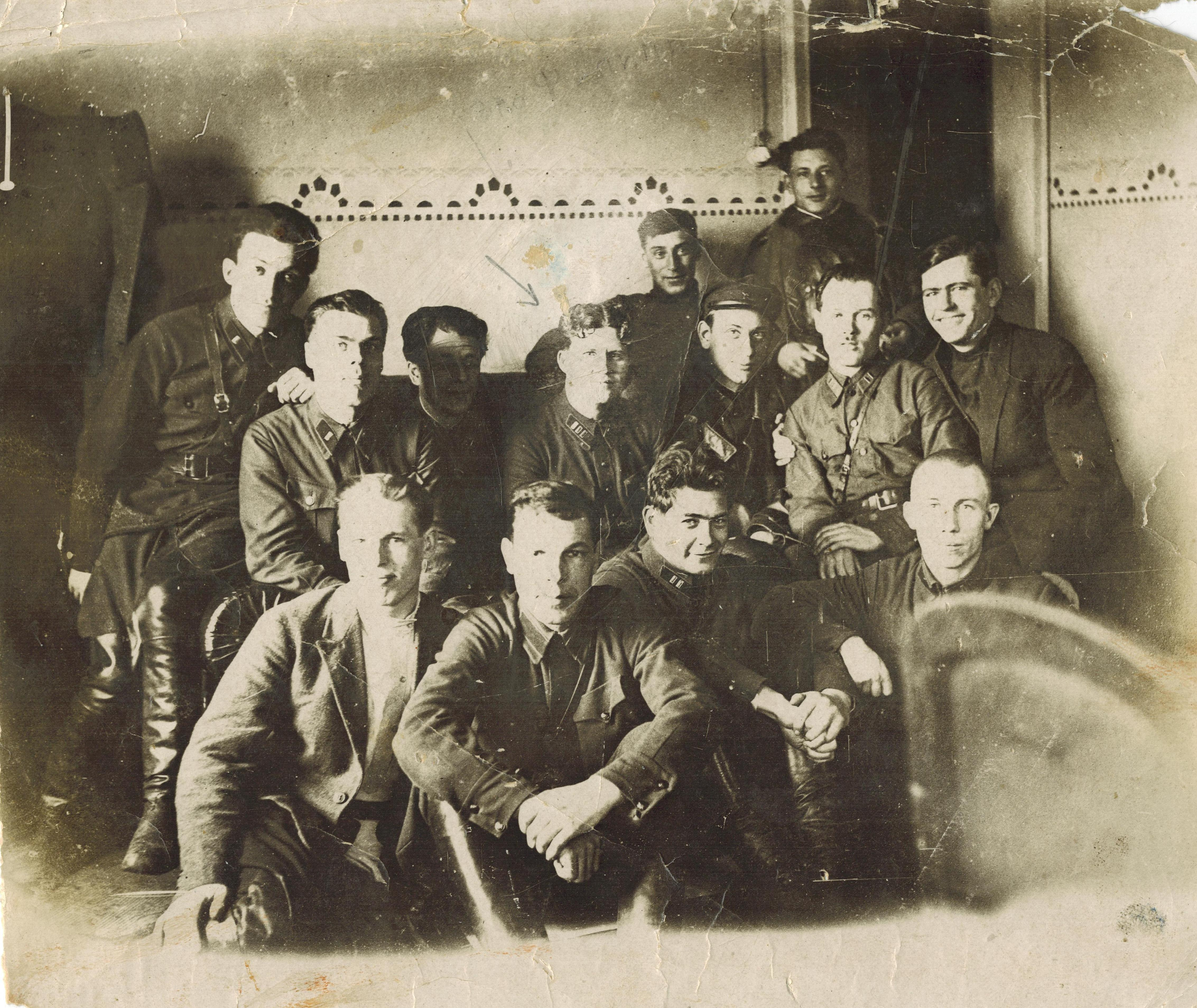
В центре стрелкой указан сотрудник НКВД В. П. (Филипп Филатович) Журавлев.

13 марта 1937 года — 28 сентября 1937 года — зам. начальника 3-го отдела УГБ УНКВД Красноярского края.
28 сентября 1937 года — 28 февраля 1938 год — начальник УНКВД Куйбышевской области.
28 февраля 1938 года — 5 декабря 1938 года — начальник УНКВД Ивановской области.
5 декабря 1938 года — 13 июня 1939 года — начальник УНКВД Московской области.
22 июня 1939 года — 8 марта 1944 года — начальник Управления Карагандинского ИТЛ НКВД
Март 1944 года — июль 1944 года — в распоряжении отдела кадров НКВД СССР.
Июль 1944 — ноябрь 1946 года — сотрудник «Дальстроя» НКВД.
Как председатель особой тройки по Куйбышевской области, созданной решением Политбюро (протокол № 55 от 2 ноября 1937 года, пункт 76) и приказом НКВД СССР от 30 июля 1937 г. за № 00447, активно участвовал в сталинских репрессиях. 28 февраля 1938 года был освобождён от должности председателя особой тройки.

## Журавлёв и Ежов
В октябре 1938 года Журавлёв, начальник Ивановского областного управления НКВД направил В ВКП(б) письмо, в котором сообщает о крупных недостатках Ежова. Он пишет, что не раз докладывал наркому Ежову о подозрительном поведении некоторых работников НКВД (П. П. Постышева, М. И. Литвина и к тому времени уже арестованного А. П. Радзивиловского), которые арестовывают много невинных людей, но ничего не делают в отношении врагов народа. Ежов проигнорировал этот донос. Письмом заинтересовался его новый заместитель — Берия, и 14 ноября направил на имя Сталина служебную записку, в которой кратко изложил суть дела. Оказывается, ещё в феврале Журавлёв направил докладную записку по этому вопросу наркому Ежову, но безрезультатно.
Ежов понимал, что вряд ли Журавлёв сам проявил инициативу. Вполне очевидно, что его подтолкнул к этому Берия. Этот донос обсуждался 19 ноября 1938 года на заседании Политбюро и был использован И. В. Сталиным как формальный повод для снятия Ежова с должности. В награду за это Журавлёв был повышен в должности и назначен начальником управления НКВД Московской области. Также В. П. Журавлёв стал кандидатом в члены ЦК КПСС.

## Журавлёв и Берия
Журавлёв недолго находился на высокой должности. Новый нарком Л. П. Берия, опасаясь, что подсидев одного наркома, Журавлёв может в один момент подсидеть и его, собрал компромат на Журавлёва о том, как по приказу Журавлёва пытали заключённых, и добился понижения Журавлёва в должности и удаления его подальше от Москвы.
13 июня 1939 года Журавлёва отстранили от должности начальника управления НКВД по Московской области, а 22 июня 1939 года назначили начальником Карагандинского исправительно-трудового лагеря. На XVIII партконференции (февраль 1941 года) исключен из списков кандидатов в члены ЦК. Тем не менее до конца жизни оставался депутатом Верховного Совета СССР.
В 1944 году Журавлёв попался на расхищении продуктов, выделенных для лагеря. Однако Берия отказался санкционировать его арест, видимо, в благодарность за помощь в свержении Ежова. Журавлёв отделался очередным понижением — в марте 1944 года его сняли с должности начальника Карагандинского ИТЛ и в июле 1944 года отправили на Колыму в распоряжение Дальстроя, где он служил до ноября 1946 года.

## Смерть
Умер 18 декабря 1946 года при невыясненных до сих пор обстоятельствах. По одной версии (официально зарегистрированной в Энциклопедии российских спецслужб) он покончил жизнь самоубийством. По другой — скоропостижно скончался по дороге в Москву.
Позднее жена Журавлёва рассказывала, что их семье разрешили выехать из Магадана. В Хабаровске В. П. Журавлёв встретил какого-то знакомого военного, который пригласил его в вагон-ресторан. Там они долго выпивали и мирно беседовали. Внезапно опытный чекист упал под стол и скоропостижно скончался, а его собутыльник бесследно исчез. Среди пассажиров оказался врач, который сказал, что Журавлёв умер от сильного яда.
В сохранившихся материалах это звучит сухо и коротко: «…18 декабря умер в пути следования от Находки до Хабаровска, труп снят в Хабаровске…»
Вдова В. П. Журавлёва Елена с 6 детьми на руках поехала в Барнаул к своей матери, где они и поселились. Их семье долго не оформляли пенсию по утрате кормильца, которую назначили только после вмешательства Георгия Маленкова.

## Звания
- старший лейтенант государственной безопасности, 22 марта 1936. Приказ НКВД СССР № 176 от 22 марта 1936 года, ч.1 и 2-х;
- капитан государственной безопасности, 28 сентября 1937. Приказ НКВД СССР № 1799 от 28 сентября 1937 года;
- старший майор государственной безопасности, 3 января 1938 (произведён, минуя звание майора государственной безопасности). Приказ НКВД СССР № 7 от 3 января 1939 года.

## Награды
- Орден Красной Звезды, 19 декабря 1937 год.
- Медаль «ХХ лет РККА», 22 февраля 1938 год.
- Орден «Знак Почёта», 27 сентября 1943 год.